# Éric Bedouet
Pour les articles homonymes, voir Bedouet.
Éric Bedouet, né le 14 avril 1954 à Brain-sur-Longuenée (Maine-et-Loire), est un footballeur professionnel français devenu entraineur. Il est également entraineur-formateur et spécialiste de préparation physique.
Après sa carrière professionnelle, il a assuré les fonctions d'entraineur-joueur au niveau amateur, puis entraineur-formateur et enfin entraîneur professionnel. Il est longtemps préparateur physique chez les Girondins de Bordeaux et a assuré régulièrement l'intérim en tant qu'entraîneur en 2005, 2011 et 2018. Il est l'entraineur principal de cette équipe de septembre 2018 à mars 2019, avec Ricardo Gomes, manager de septembre 2018 à février 2019.
Il est spécialisé dans la préparation physique où il aborde son domaine de façon scientifique et pointue. Il est par ailleurs détenteur de tous les diplômes existants dans le football.

## Biographie

### Carrière de joueur
Il passe par les équipes de jeunes de Trélazé avant d'intégrer Angers SCO. Sa carrière de footballeur professionnel dure environ 15 ans. Il est international espoirs lors de la saison 1973-1974. Éric Bedouet joue principalement au SCO, Stade Lavallois, à Besançon, à Thionville, au Stade de Reims et termine sa carrière au FC Bourges.
En 1987, il rejoint l'équipe de l'Association Sportive de Salbris pour une saison et occupe le double poste d'entraîneur joueur. Il joue par la suite pour le Stade vierzonnais en 1988-90 et le FC Vierzon 1990-93. Il est encore une fois entraîneur joueur.

### Carrière d'entraîneur

#### Responsable de la formation au Stade lavallois
En 1993, il est nommé responsable du centre de formation du Stade lavallois et il occupe ce poste jusqu'en 1998, entraînant en parallèle l'équipe réserve en National 3.

#### Préparateur physique aux Girondins de Bordeaux
Appelé par Élie Baup, il rejoint les Girondins de Bordeaux comme entraîneur adjoint et préparateur physique à l'aube de la saison 1998-99 des Girondins. Élie Baup ne possédant pas les diplômes nécessaires pour être entraîneur en France, c'est Éric Bedouet qui devient l'entraîneur officiel des Girondins. En effet, Bedouet fait partie des deux entraîneurs les plus diplômés de Ligue 1. Ces derniers gagnent alors le titre de champion et trois ans plus tard, ils remportent leur première Coupe de la Ligue en 2002. En 2002 il obtient son diplôme de préparateur physique, après une formation au CTNFS de Clairefontaine et un stage à l'AS Roma de Fabio Capello.
En mai 2005, après la démission de Michel Pavon, il assure l'intérim en tant qu’entraîneur des girondins jusqu'à la fin de la saison.
Avec Ricardo Gomes à la tête de l'équipe, il gagne sa seconde Coupe de la Ligue en 2007. À la suite du départ de Ricardo pour l'AS Monaco, Bedouet « perd » le titre officiel d'entraîneur au profit de Laurent Blanc.
En mai 2011, après la démission de Jean Tigana, il assure l'intérim en tant qu’entraîneur des Girondins jusqu'à la fin de la saison.

#### Préparateur physique de l'équipe de France (2014-2016)
Il est pressenti pour prendre en charge la préparation physique de l'équipe de France de football à la demande de Laurent Blanc, mais l'entraîneur Jean Tigana ainsi que Jean-Louis Triaud, le président Girondins, s'y seraient fortement opposés préférant sans doute le garder à plein temps au sein du staff Girondins,. De nouveau, Didier Deschamps, en quête d'un préparateur physique fait appel à lui pour venir grossir le staff de l'équipe de France et en janvier 2014, il signe un contrat pour s'occuper de l'Équipe de France de football pour la Coupe du monde au Brésil, tout en poursuivant sa mission principale au sein des Girondins de Bordeaux. Il est reconduit en 2016 pour la préparation du Championnat d'Europe des Nations en France.

#### Intérims et nomination comme manager général des Girondins
En janvier 2018, après la départ de Jocelyn Gourvennec, il assure l'intérim en tant qu’entraîneur des Girondins.
En août 2018, après la départ de Gustavo Poyet, il assure l'intérim en tant qu’entraîneur des girondins durant deux matchs de ligue 1 (défaite 2-1 contre Toulouse Football Club  et victoire 2-1 contre AS Monaco) et deux matches Ligue Europa contre KAA La Gantoise (0-0 match aller, victoire 2-0 de Bordeaux au match retour au stade René Gallice), qualifiant ainsi l'équipe pour la phase de poules de la Ligue Europa.
Le 5 septembre 2018, Ricardo Gomes est nommé manager général du club des Girondins de Bordeaux. Faute de BEPF, Ricardo n'a pu être nommé entraîneur,. En effet depuis le précédent passage de Ricardo Gomes (2005-2007) l'Unecatef a décidé de refuser toutes les dérogations sans exception tant qu'il y a des entraîneurs diplômés au chômage, en contrepartie, les personnes inscrites à la formation bisannuelle sont autorisées à entraîner dès leur inscription, sans attendre deux ans l'obtention du diplôme.
Le 26 février 2019, Ricardo est démis de ses fonctions de manager. Éric Bedouet conserve son poste d'entraîneur (par intérim) jusqu'à l'arrivée de Paulo Sousa le 8 mars.
Redevenu préparateur physique des Girondins, il quitte le club à l'été 2021.

## Palmarès

### Joueur
- Champion de France de Division 2 en 1976 avec Angers

### Entraîneur
Avec les Girondins de Bordeaux : 2 Championnats, 3 Coupes de la Ligue, 1 Coupe de France, 2 Trophées des Champions
- Coupe de France 2013
- Champion de France 2009
- Coupe de la Ligue 2009
- Trophée des Champions 2009
- Trophée des Champions 2008
- Coupe de la Ligue 2007
- Coupe de la Ligue 2002
- Champion de France 1999

Le club a pratiquement chaque année atteint une participation en coupe de l'UEFA ou bien en Ligue des Champions.

Avec l'équipe de France de football, il est  finaliste de l'EURO 2016
- Finale EURO 2016